# 잭 리처드슨

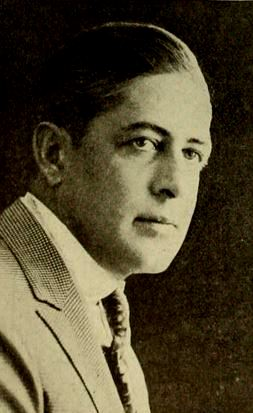

잭 리처드슨(Jack Richardson, 1870년 11월 18일 ~ 1960년 6월 12일)은 미국의 배우이다.

## 영화
- 법과 질서 (1990년)
- 빅 뱅 (1989년)
- 마이애미의 두 형사 (1984년)
- 포어 플레이 (1975년)
- 피서지에서 생긴 일 (1959년)
- 교배 기간 (1951년)
- 블루스 인 더 나잇 (1941년)
- 맨파워 (1941년)
- 레이디 이브 (1941년)
- 캐슬 온 더 허드슨 (1940년)
- 스토리 오브 버넌 앤 아이린 캐슬 (1939년)
- 스미스씨 워싱톤 가다 (1939년)
- 포효하는 20년대 (1939년)
- 스파이더스 웹 (1938년)
- 고잉 프레이스 (1938년)
- 키드 갈라드 (1937년)
- 워킹 데드 (1936년)
- 고 인투 유어 댄스 (1935년)
- 조지 화이트의 스캔달 (1934년)
- 로마 스캔달 (1933년)
- 소울 포 세일 (1923년)
- 십계 (1923년)